# Philodendron davidsonii
Philodendron davidsonii är en kallaväxtart som beskrevs av Thomas Bernard Croat. Philodendron davidsonii ingår i släktet Philodendron och familjen kallaväxter.

## Underarter
Arten delas in i följande underarter:
- P. d. bocatoranum
- P. d. davidsonii